# Akaflieg Karlsruhe AK-5
Die Akaflieg Karlsruhe AK-5 ist ein einsitziges Segelflugzeug der Standardklasse in FVK-Bauweise.

## Geschichte

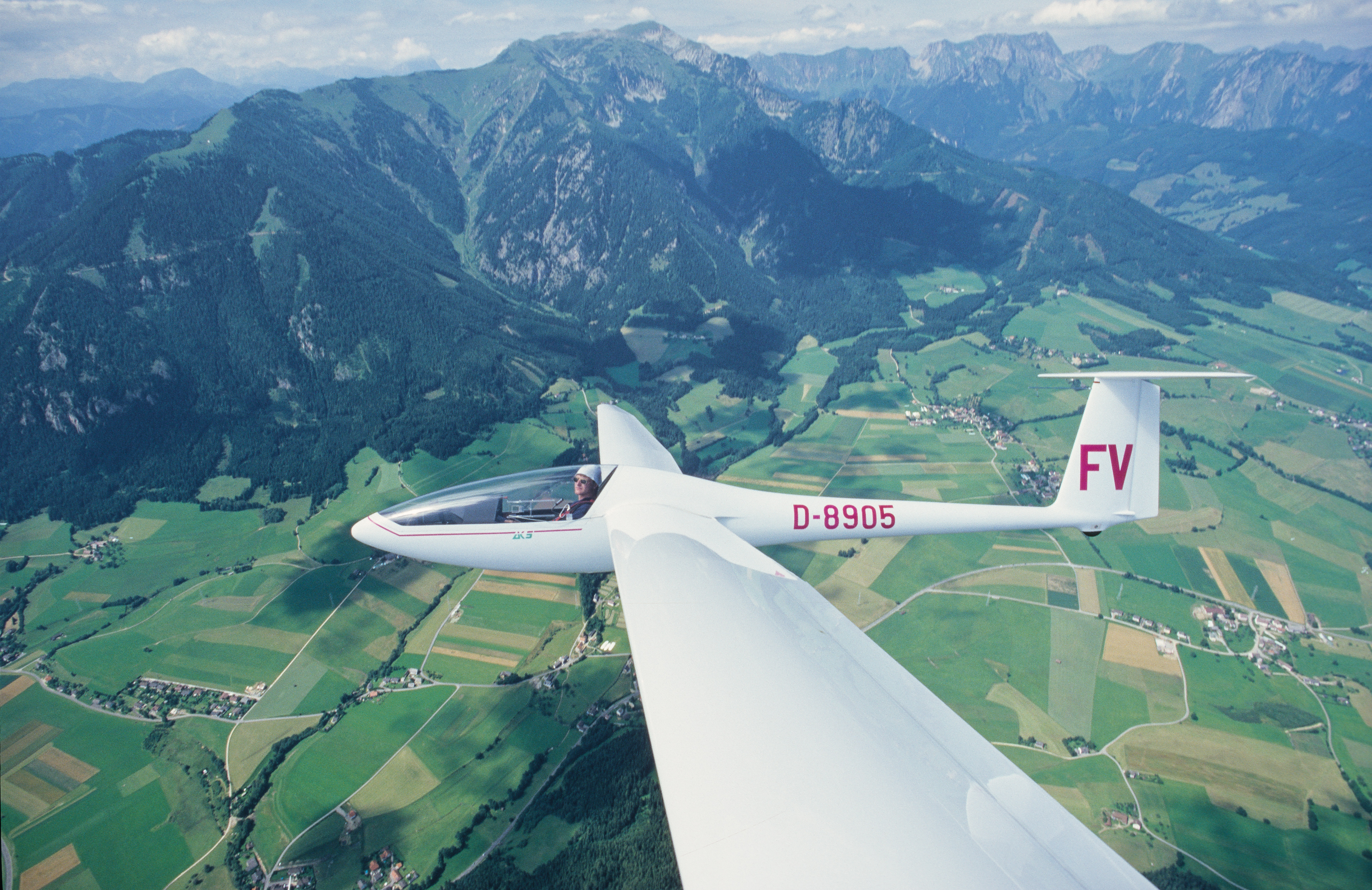
AK-5 in den Alpen bei Timmersdorf

Das Rumpfvorderteil des Mitteldeckers wurde von der Glasflügel 604 übernommen. Die Tragflächen wurden in den Formen der Streifeneder Falcon gebaut. Das neukonzipierte Cockpit basiert auf Forschungsergebnissen der Jahre vor dem AK-5-Projekt. So wurde die AK-5 mit einem Flugrechner/Variometersystem aus eigener Konstruktion versehen.

## Technische Daten
| Kenngröße             | Daten    |
| --------------------- | -------- |
| Spannweite            | 15 m     |
| Flügelfläche          | 10,66 m² |
| Flügelstreckung       | 21,1     |
| Rumpflänge            | 6,80 m   |
| Rüstmasse             | 282,2 kg |
| max. Startmasse       | 485 kg   |
| Höchstgeschwindigkeit | 270 km/h |
| Gleitzahl             | 39       |
| Geringstes Sinken     | 0,58 m/s |